# David Rudisha
David Lekuta Rudisha (Kilgoris, 17 de dezembro de 1988) é um meio-fundista queniano, campeão olímpico, campeão mundial e recordista mundial dos 800 metros.
Em agosto de 2010, Rudisha bateu o recorde mundial da prova de 800 m durante o Meeting ISTAF Berlim, estabelecendo a marca de 1:41.09. O recorde anterior, que já tinha treze anos, pertencia ao dinamarquês, nascido no Quênia, Wilson Kipketer, desde 1997. Uma semana depois voltou a quebrar seu próprio recorde em Rieti, na Itália, baixando o tempo para 1:41.01.
Em Londres 2012, Rudisha tornou-se campeão olímpico e quebrou novamente o recorde mundial dos 800 m, com o tempo de 1:40.91, naquela que foi considerada a maior prova de 800 m de todos os tempos. Além do recorde mundial do queniano, todos os outros sete competidores quebraram recordes nacionais, mundiais juniores, marcas pessoais ou fizeram o melhor tempo do ano. O tempo do último colocado - 1:43.77 - Andrew Osagie da Grã-Bretanha, lhe teria dado a medalha de ouro nos Jogos de Sydney 2000, Atenas 2004 e Pequim 2008. No fim do ano recebeu o prêmio de Melhor Atleta Masculino de Londres 2012 dado pela Association of National Olympic Committees (ANOC), entidade que congrega todos os comitês olímpicos nacionais que formam o COI.
Sem poder competir em Moscou 2013 por causa de uma contusão no joelho durante um treino em Nova York, que teve que operar, Rudisha passou o ano de 2014 e início de 2015 tentando recuperar a forma, sendo derrotado três vezes neste período, duas delas pelo botsuano Nijel Amos, medalha de prata em Londres 2012. Mesmo sem voltar à forma de três anos antes em Londres, disputou o campeonato mundial em Pequim 2015, ganhando novamente a medalha de ouro em 1:45.84.
Nos Jogos Olímpicos da Rio 2016, voltou a conquistar a medalha de ouro, fazendo a marca de 1:42:15 e tornando-se bicampeão olímpico dos 800 metros, o primeiro atleta a conseguir a dupla vitória desde o neozelandês Peter Snell em Tóquio 1964.

## Vida Pessoal
Rudisha é um integrante do grupo étnico Masai, no Quênia.  Seu pai, Daniel Rudisha, ganhou a medalha de prata integrando o revezamento 4x400 m na Cidade do México 1968 e sua mãe Naomi é uma ex-corredora de 400 m c/ barreiras. É casado com Lizzy Naanyu e tem duas filhas. O jornalista da  BBC Sport Tom Fordyce o considera "o maior corredor de 800 metros da história e talvez também seja o cara mais legal nos esportes".